# 鲜于嗣
鲜于嗣，曹魏官员。
魏明帝景初年间，任乐浪太守，明帝秘密遣他和带方太守刘昕渡海平定乐浪、带方二郡。
鲜于嗣后又为范阳郡守，举荐张华为太常博士。